# Gennadi Rakitin
Gennadi Rakitin (russisch Геннадий Ракитин; * 1975) ist ein fiktiver russischer Dichter. Die Kunstfigur wurde 2023 von Anti-Kriegs-Aktivisten in der Russischen Föderation geschaffen.
Laut fiktiver Biographie habe Rakitin ein Studium an der Philologischen Fakultät der Lomonossow-Universität Moskau absolviert und sei als Schullehrer in Moskau tätig. Überdies sei er verheiratet und russisch-orthodoxer Christ. 
Die Porträtfotos Rakitins erstellten die Aktivisten eigenen Angaben zufolge mit einem KI-Tool. Der Name des fiktiven Dichters soll dem Dostojewski-Roman Die Brüder Karamasow entlehnt worden sein.
Seit Sommer 2023 wurden unter Rakitins Namen 18 hurra-patriotisch anmutende Gedichte zur Unterstützung der „militärischen Spezialoperation“ in russischsprachigen sozialen Netzwerken veröffentlicht. Bei diesen sogenannten „Z-Versen“ handelt es sich jedoch um russische Übersetzungen deutschsprachiger, nationalsozialistisch gesinnter Lyrik aus der Zeit des Dritten Reichs – etwa von Heinrich Anacker, Kurt Kölsch, Herybert Menzel, Eberhard Möller und Baldur von Schirach. Deren Führerkult-Dichtungen und Propagandalieder wurden mit geringfügigen begrifflichen Änderungen an das Russland der 2020er Jahre angepasst: So wurde etwa aus Möllers „Führer“ Adolf Hitler der „Лидер“ (Leader) Wladimir Putin und aus Anackers „unbekannte[m] SA-Mann“ ein „namenloser Soldat der PMC“, d. h. ein Wagner-Söldner.
Das satirisch-kritische Projekt sollte die Nähe kremlnaher Politiker zur nationalsozialistischen Ästhetik und Kriegspropaganda offenlegen.  Tatsächlich wurden Rakitins angebliche Werke von fast 100 russischen Duma-Abgeordneten sowie von zahlreichen Föderationsräten und Offizieren über soziale Netzwerke geteilt. Die Gedichte erreichten u. a. das Halbfinale des 18. Allrussischen Wettbewerbs für patriotische Twardowski-Poesie in der Kategorie „Gedichte über Verteidiger des Vaterlandes“.
Am 28. Juni 2024 machten die Aktivisten ihre Arbeitsweise öffentlich und gaben bekannt, dass sie nicht mehr die Kraft hätten, das „moralisch erschöpfend[e]“ Projekt weiterzuführen.

## Gedichte (Auswahl, 2023–2024)
- «Лидер» (Führer)
- «У портрета» (Vor dem Porträt)
- «Безымянный солдат ЧВК» (Namenloser Soldat der PMC)
- «В святую ночь» (In der Heiligen Nacht)

## Trivia
1987 gewann das Kunstkollektiv NSK den jugoslawischen Wettbewerb für das beste Plakat zum „Tag der Jugend“ mit einem Entwurf, der auf einem geringfügig adaptierten Propagandabild des NS‑Künstlers Richard Klein von 1936 beruhte.